# Ruth Merckle
Ruth Merckle geb. Holland (* 28. April 1937 in Ulm; † 30. April 2018 ebenda) war eine deutsche Unternehmerin. Sie war außerdem vielfältig im sozialen und kirchlichen Bereich, hier insbesondere in der Evangelischen Kirche Deutschlands, aktiv und wurde für ihr langjähriges ehrenamtliches Engagement mehrfach geehrt.

## Leben
Ruth Merckle wurde am 28. April 1937 in Ulm als Tochter von Erna und Kurt Holland geboren. Sie entstammte der Ulmer Zement-Dynastie Schwenk/Schleicher. Die gelernte Krankengymnastin und Mutter von vier Kindern hat gemeinsam mit ihrem Mann Adolf Merckle den weiteren Aufbau der Firmen Merckle und ratiopharm vorangetrieben, nachdem dieser die Firma Merckle 1967 übernommen hatte. Von 1974 bis 2002 war sie Geschäftsführerin. Sie war für die Bereiche Unternehmenskultur, Architektur und soziale Belange zuständig. Die Vereinbarkeit von Beruf und Familie und damit einhergehende familienfreundliche Teilzeit- und Heimarbeitsplätze waren ihr wichtig, ebenso wie die Betreuung von Kindern der Mitarbeiter in den Ferien und die Gründung eines Betriebskindergartens. Merckle führte die Position einer Frauenbeauftragten ein, die sich der Belange zunächst der Mitarbeiterinnen, später im „Treffpunkt Mensch“ der Belange aller Mitarbeiter angenommen hat. Lehrlinge konnten bei einem Klosteraufenthalt im thüringischen Kloster Volkenroda oder beim Christlichen Jugenddorfwerk Deutschlands (CJD) eine Woche Teamerfahrung sammeln und in einer „Juniorfirma“ Selbstständigkeit und Betriebsabläufe erlernen. Merckle setzte auch eine Kunstbeauftragte ein, und so konnten Mitarbeiter ihre Kunst am Arbeitsplatz auswählen.
Bergsteigen war ihr Hobby. Das Ehepaar Merckle unternahm Trekkingtouren im Himalaya, geführt von Everest-Besteiger Siegfried Hupfauer. Zusammen mit Hupfauer war Ruth Merckle 1983 die offizielle Erstbesteigerin eines Berges in Bhutan. Der 5.250 Meter hohe Berg wurde anschließend nach Merckle Ruth benannt: Meru Kang II. Sie verstarb Ende April 2018 zwei Tage nach ihrem 81. Geburtstag in ihrer Geburtsstadt Ulm.

## Ehrenamt
Merckle war 31 Jahre Kirchengemeinderätin in Blaubeuren, hat sich in der lokalen Hospiz-Gruppe eingebracht, war Mitglied des Stiftungsrates in der Stiftung Kloster Volkenroda (Thüringen) und der Hoffnungsträger Stiftung, im Präsidium des Christlichen Jugenddorfwerk Deutschlands und im Kuratorium des Vereins Seehaus Leonberg. Von 1991 bis 1998 war sie im Rat der EKD, dem höchsten Gremium der Evangelischen Kirche Deutschlands und von 1992 bis 2005 im Vorstand des Arbeitskreises Evangelischer Unternehmer. Dabei diente sie als „Übersetzerin zwischen Kirche und Wirtschaft“ und hat zum gegenseitigen Verständnis beigetragen. 1997 wirkte sie bei dem Sozialwort der Kirchen „Für eine Zukunft in Solidarität und Gerechtigkeit“ mit.

## Ehrungen und Auszeichnungen
- 1990 erhielt Merckle die Wirtschaftsmedaille des Landes Baden-Württemberg.[17]
- 1994 wurde Merckle zur Ehrenbürgerin der Stadt Blaubeuren ernannt.[18]
- 2003 wurde ihr der Verdienstorden des Landes Baden-Württemberg verliehen.
- 2007 hat sie das Goldene Ehrenzeichen des Christlichen Jugenddorfwerk Deutschlands bekommen.